# Ruellia grandiflora
Ruellia grandiflora är en akantusväxtart som först beskrevs av Peter Forsskål, och fick sitt nu gällande namn av Christiaan Hendrik Persoon. Ruellia grandiflora ingår i släktet Ruellia och familjen akantusväxter. Inga underarter finns listade i Catalogue of Life.